# Smrt in pogreb Charlesa de Gaulla
Charles de Gaulle, voditelj Svobodne Francije in predsednik francoske vlade, je umrl 9. novembra 1970, dva tedna pred svojim 80. rojstnim dnevom. Njegov pogreb, ki je bil izveden 12. novembra, tri dni po njegovi smrti, do danes ostaja med največjimi državnimi pogrebi v zgodovini Francije in se ga je udeležilo na stotine tisoč Francozov in drugih političnih predstavnikov.      

## Bolezen in smrt
De Gaulle v letih pred smrtjo ni kazal nobenih znakov katere koli bolezni, saj je celo življenje živel zdrav način življenja. V času služenja v vojski je sicer kadil, s čimer je prenehal po koncu druge svetovne vojne. V času služenja v politiki je opravil operacijo prostate, ki pa ni prispevala k poslabšanju njegovega zdravja. 
9. novembra 1970 zvečer je De Gaulle gledal večerna poročila v dnevni sobi in igral Solitarie, ko se je ob 19:40 prijel za trup blizu vratu in svoji ženi, ki je sedela blizu njega, rekel: "Tukaj čutim močno bolečino!" To so bile tudi njegove zadnje besede. Takoj zatem je doživel hud kolaps, zaradi česar je na kavču padel v komo. Njegova žena je takoj poklicala zdravnike in lokalnega duhovnika. Prispeli so zelo hitro, vendar je kmalu po prihodu 79-letni Charles de Gaulle zaradi anevrzime, ki je bila posledica srčnega infarkta, ob 20:00 umrl.
De Gaulle je umrl nepričakovano, saj je vedno živel zdrav način življenja. Njegova žena je novico o njegovi smrti najprej poročala družini, preden je bila objavljena na francoski nacionalni televiziji. Predsednik Georges Pompidou je bil o njegovi smrti obveščen 10. novembra zjutraj. Nato je v parlamentu izjavil: "General je mrtev. Francija je vdova."

## Pogreb
De Gaulle ni hotel, da ga pokopljejo med slavnimi v Parizu. Na koncu je bilo dogovorjeno, da ga bodo pokopali na pokopališču Colombey-les-Deux-Eglises. Po smrti je bilo De Gaullovo truplo na voljo na ogled v dnevni sobi v hiši Colombey. Njegovo truplo je bilo oblečeno v uniformo vojaškega generala, s francosko zastavo, ki je visela čez njega. Na njegovih nogah je bil položen križ Lor Raine, simbol francoskega vojskovanja, in v njegovih rokah je bil rožni venec, ki ga je položil papež Pavel VI.
V okviru nacionalnega žalovanja so radijske in televizijske postaje opustile predvajanje rednega programa v korist tistih s slavnostno zasedbo. 11. novembra so De Gaullovo truplo položili v krsto, krsto pa prekrili s francosko zastavo ter jo pripravili za pogreb. 

Državni pogreb je bil izveden 12. novembra 1970 popoldne, udeležilo pa se ga je na stotine tisoč Francozov ter na tisoče avtomobilov, ki so bili parkirani na cestah ali pa so bili polni vzdolž poti do obeh prizorišč. Najeti so bili dodatni posebni vlaki, da so na pogreb pripeljali dodatno skupino žalujočih, zaradi česar je bila množica zelo tesno nabita. Med gosti, ki so se udeležili De Gaullovega pogreba, so bili ameriški predsednik Richard Nixon, britanski premier Edward Heath, sovjetski državnik Nikolai Podgorny, italijanski predsednik Giuseppe Saragat, zahodnonemški kancler Willy Brandt in kraljica Julijana Nizozemska. Na pogrebu je predsednik Pompidou dejal: 
Leta 1940 je De Gaulle rešil čast. Leta 1944 nas je vodil k osvoboditvi in zmagi. Leta 1958 nam je prihranil državljansko vojno. De Gaulle je dal Franciji njene vladne institucije, njeno neodvisnost in njeno mesto v svetu.
Ob 14:50 so De Gaullovo truplo v krsti s francosko zastavo na vojaškem oklepnem vozilu pripeljali v cerkev. Pri tem se mu je poklonilo na stotine žaoljučih. Pogreb se je začel ob 15:00, ko so v cerkvi opravili molitev. Pri tem je eden od udeležencev dejal: "Molimo za Charlesa de Gaulla, vašega služabnika, ki ste ga poklicali." Zatem so opravili še minuto molka. Ob 15:15 pa je krsto na pokopališče odneslo osem mladeničev. Ko so njegovo truplo položili v grob, so zazvonili zvonovi vseh cerkva v Franciji, vključno z Notre Dame. Ob 15:30 so nato De Gaulla pokopali na pokopališču Colombey-les-Deux-Eglises v grob. Njegov nagrobnik je skromen in preprost, nobenega granita ali marmorja. 